# Rohrbach (Bad Brambach)
Rohrbach ist ein Ortsteil und eine Gemarkung der südlichsten Gemeinde Sachsens, Bad Brambach im Vogtlandkreis. Durch das Dorf führt die Alte Egerer Poststraße, einst eine wichtige Handelsstraße Leipzig – Eger. Sie querte hier die Grenze zu Böhmen und erreichte in der Gemarkung Rohrbachs mit 650 m über NN ihre größte Höhe.

## Geographie

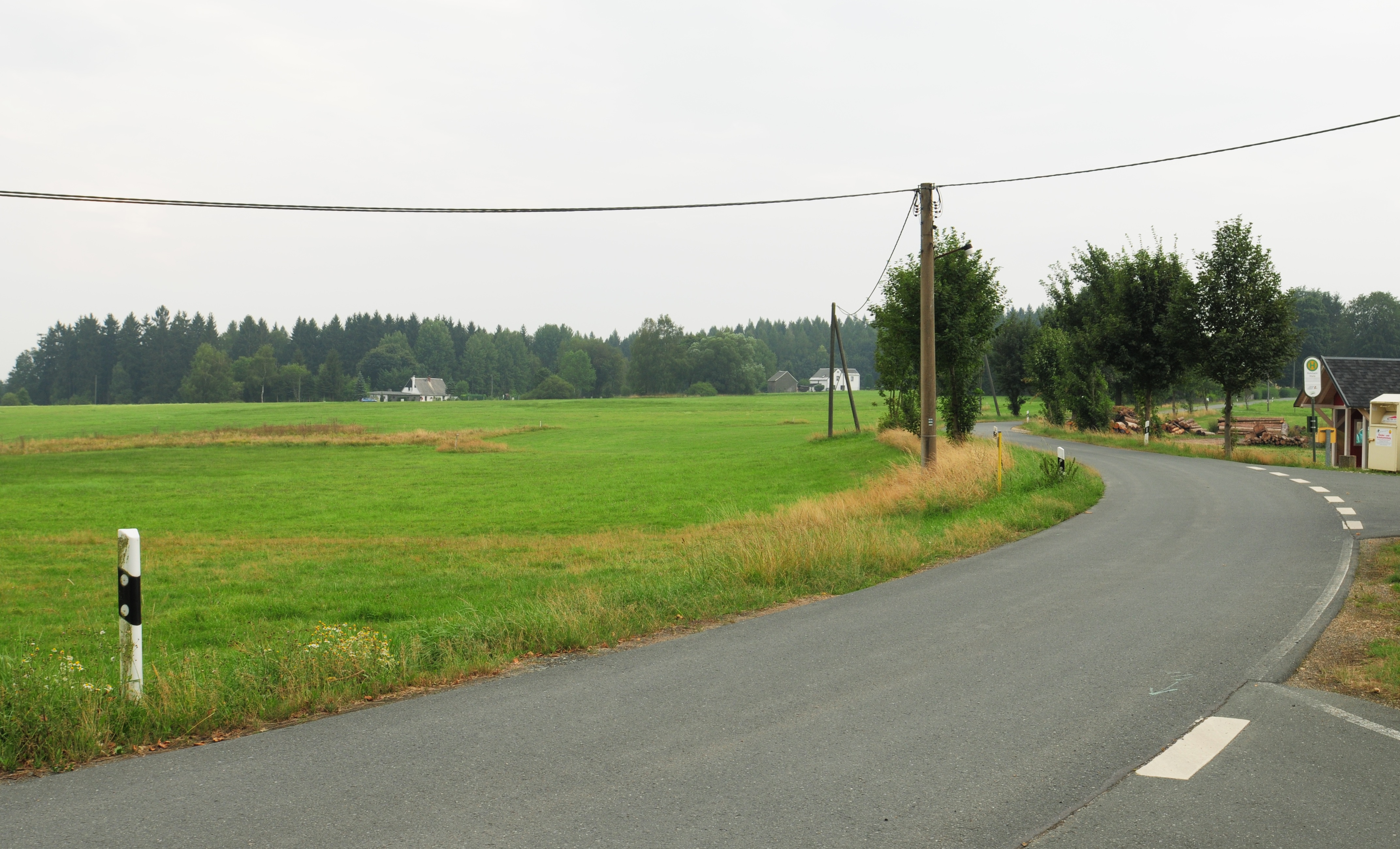
Blick über die Streusiedlung nach Westen

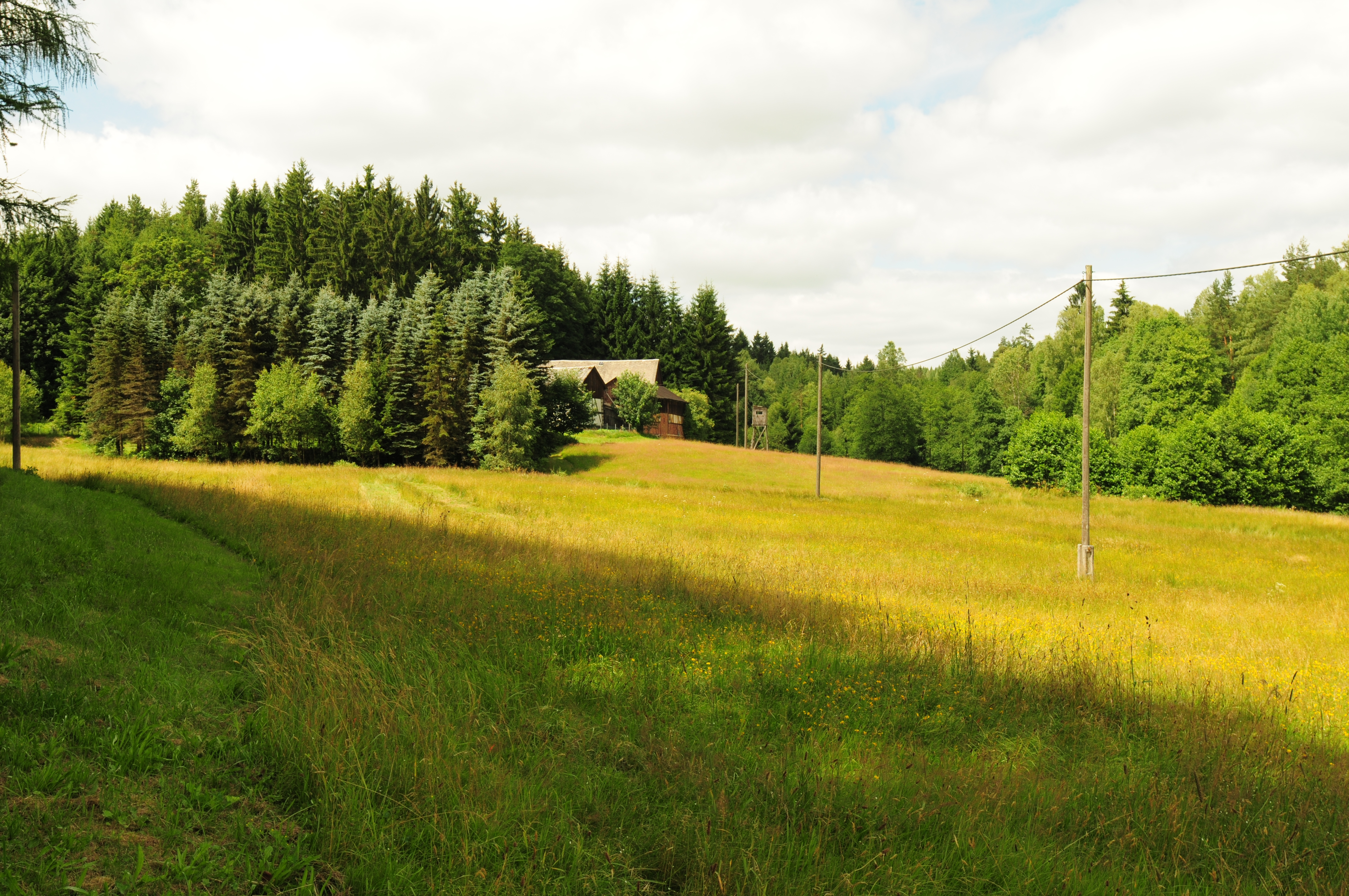
Landschaft im Hennebachtal

Der Ort befindet sich im Oberen Vogtland unmittelbar an der Grenze zu Tschechien. Die Streusiedlung ist auf einer Hochfläche südlich des 670 m hohen Schieferknock gelegen. Direkt durch den Ort verläuft die Wasserscheide von Saale und Eger (tschech.: Ohře). Der namensgebende Rohrbach (tschech.: Rokytnik) entwässert dabei über den Fleißenbach (tschech.: Plesná) zur Eger.
Zu Rohrbach gehört der östlich, direkt an der tschechischen Grenze und ebenso zerstreut liegende Wohnplatz Hennebach am gleichnamigen Henne- bzw. Hannabach (tschech.: Pstruhový potok = Forellenbach).

## Geschichte

### Namensherkunft
Der Name Rohrbach steht für einen Ort an einem Bach, der mit Schilfrohr bzw. Röhricht gesäumt ist. Im 18. Jahrhundert hieß der Ort auch Wetterhütte, weil hier Brambacher Bauern ihr Vieh weideten und dafür ein oder mehrere Wetterschutzhütten bauten.
Hennebach hat seinen Namen vermutlich dem Auerhuhn zu danken.
Sehr interessant ist auch die Namensherkunft des höchsten Berges Schieferknock an der Gemarkungsgrenze zu Oberbrambach, denn Nock ist primär im Ostalpenraum die Bezeichnung für gedrungene Erhebungen. In Bayern ist dafür Knock gebräuchlich. Dies weist darauf hin, dass die Urbarmachung der Gegend durch oberpfälzer Siedler erfolgte.

### Geschichtliche Entwicklung
Das Dorf Rohrbach wird unter dem Namen Rorbach bereits 1185 erstmals urkundlich erwähnt. Die Urkunde von Papst Lucius III. weist diverse Ortschaften des späteren Schönbacher Ländchens unter anderem auch Fleißen (tschech.: Plesná) und Rohrbach als Besitz des Stiftes Waldsassen aus. Beide Orte wurden wahrscheinlich aber von Brambach aus besiedelt. Die alte Handels- und spätere Poststraße Leipzig-Eger führte von Adorf und Landwüst kommend in Nord-Süd-Richtung (auf dem heutigen Grenzweg) durch den Ort. Sie querte hier die Grenze zu Böhmen und führte direkt nach Fleißen. Die Lage an der Straße brachte den Bewohnern in Kriegszeiten Not und Elend, so dass der Ort um 1350 komplett wüst lag. Ausgehend vom Rittergut Brambach erfolgte die Wiederbesiedlung durch Fröner, die hier Schafe züchteten. Rohrbach gehörte bis ins 19. Jahrhundert zum Amt Voigtsberg.
Rohrbach wurde zu Brambach gepfarrt. Die Pfarre kam durch Stiftungen in der Gemarkung Rohrbach zu umfangreichen Waldbesitz, wovon die Flurnamen Pfaffenberg und Pfarrholz noch heute zeugen. Auch das Rittergut Brambach hatte ursprünglich große Waldungen. Diese wurden aber nach Insolvenz, Zerstückelung und Versteigerung 1854 von der Fürstenschule Meißen erworben, welche sodann 1865 in Rohrbach ein neues Forsthaus errichtete.
Als um 1830 eine neue Straße von Adorf, durch das Raunerbachtal, über Oberbrambach nach Schönberg gebaut wurde, ging der Verkehr auf der aus Richtung Landwüst kommenden kursächsischen Poststraße in Rohrbach zurück. Der Viertelmeilenstein blieb als verkehrsgeschichtliches Zeugnis zurück.
Eine eigene, zweiklassige Volksschule erhielt der Ort im Jahre 1846. Hier wurden auch die Kinder aus Hennebach unterrichtet. Die Schülerstärke betrug im Jahre 1903 38 Kinder bei 208 Einwohnern. 1913 wurde ein neues repräsentatives Schulhaus gebaut, welches bis 1950 als solches benutzt wurde. Seitdem werden die Kinder in Bad Brambach eingeschult.
Am 1. Januar 1972 wurde Rohrbach nach Bad Brambach eingemeindet und bildet seither eine Gemarkung dieser Gemeinde.

## Entwicklung der Einwohnerzahl
| Jahr | Einwohnerzahl         |
| ---- | --------------------- |
| 1793 | 11 Gärtner, 3 Häusler |
| 1834 | 139                   |
| 1871 | 207                   |
| 1890 | 186                   |

| Jahr | Einwohnerzahl |
| ---- | ------------- |
| 1910 | 196           |
| 1925 | 204           |
| 1939 | 224           |
| 1946 | 320           |

| Jahr | Einwohnerzahl |
| ---- | ------------- |
| 1950 | 249           |
| 1964 | 158           |

## Öffentlicher Nahverkehr
Der Ort ist mit der vertakteten RufBus-Linie 36 des Verkehrsverbunds Vogtland an Bad Brambach angebunden.

## Sehenswertes
- Der originale Kursächsische Viertelmeilenstein der Alten Egerer Poststraße Nr. 81 von 1725 wurde 1935 zweckentfremdet als Abdeckstein einer Wasserleitung in Bad Brambach wiedergefunden und zunächst dort wieder aufgestellt. Seit 1950 steht er an seiner ursprünglichen Stelle in Rohrbach an der Ecke Grenzweg / Wiesengrund.[5]

- In den Wäldern um Rohrbach, insbesondere am Pfaffenberg gedeiht die überwiegend in den Alpen beheimatete Schneeheide.